# Бой у мыса Финистерре (1780)
Бой 8 января 1780 года у мыса Финистерре — морской бой времен Американской революционной войны между британским флотом под командованием адмирала сэра Джорджа Родни и флотом испанских «купцов» в охранении 7 кораблей компании Каракаса, под командованием коммодора Дон Хуана Агустина де Иарди. В ходе боя все корабли испанского конвоя и сопровождения были захвачены в плен. Бой проходил на фоне успешных британских действий по снятию осады с Гибралтара, и явился предисловием к победе, одержанной над испанцами адмиралом Родни у мыса Сент-Винсент, в битве при лунном свете.

## Ход боя
Родни направлялся к Гибралтару, во главе 21 линейного корабля и 9 кораблей поменьше, с приказом доставить помощь гарнизону, затем следовать в Вест-Индию. 7 января он отделил линейный корабль HMS Hector (капитан сэр Джон Гамильтон), HMS Phoenix (капитан Гайд-Паркер), и фрегаты HMS Andromeda и HMS Greyhound (капитаны H. Bryne и Уильям Диксон, соответственно), для сопровождения купцов в Вест-Индию. На следующий день Родни обнаружил испанский конвой из 22 судов, шедший из Сан-Себастьяна в Кадис. Он сблизился: медная обшивка днищ на некоторых кораблях позволяла им догнать испанцев. Весь конвой был захвачен; суда, везшие морские припасы испанскому флоту в Кадисе, и товар в тюках для Королевской компании Каракаса, были отправлены в Англию, в сопровождении HMS America и HMS Pearl. Испанские корабли, загруженные провиантом, были доставлены в Гибралтар, и использованы для снабжения британских войск.
К тому же Родни взял в британскую службу и снабдил командой захваченный испанский флагман, 64-пушечный Guipuscoana, для сопровождения перехода обратно в Британию. Он дал ему название HMS Prince William, в честь принца Уильяма, который присутствовал при бое мичманом. Четыре взятых фрегата в британскую службу не вошли, но два корабля поменьше были закуплены и вступили в строй как 14-пушечные бриги HMS Saint Fermin и HMS Saint Vincent. В рапорте Адмиралтейству Родни отметил, что утрата купцов

…должна значительно углубить бедствия противника, который, как мне доподлинно известно, остро нуждается в провианте и морских припасах.

Несколько дней спустя, 16 января 1780 года, Родни дал бой и победил испанцев под командованием Хуана де Лангара у мыса Сент-Винсент.

## Состав сил
| Великобритания     | Великобритания                                          | Испания               | Испания                                                          |
| Корабль (пушек)    | Капитан                                                 | Корабль (пушек)       | Капитан                                                          |
| ------------------ | ------------------------------------------------------- | --------------------- | ---------------------------------------------------------------- |
| Sandwich (90)      | Флагман, адмирал Родни, капитан Walter Young            | Вооруженные корабли   |                                                                  |
| Royal George (100) | контр-адмирал John Lockhart Ross, капитан J. Bourmaster | Guipuscoana (64)      | Коммодор Don Juan Augustin de Yardi, капитан Don Thomas de Malay |
| Prince George (90) | контр-адмирал Robert Digby, капитан Philip Patton       | San Carlos (32)       | Don Firmin Urtizberea                                            |
| Ajax (74)          | S. Uvedale                                              | San Rafael (30)       | Don Luis Arbura                                                  |
| Alcide (74)        | J. Brisbane                                             | Santa Teresa (28)     | Don Jose J. de Medizeval                                         |
| Dublin (74)        | S. Wallis                                               | San Bruno (26)        | J. M. de Goycohea                                                |
| Bedford (74)       | Edmund Affleck                                          | San Firmin (16)       | J. Vin. Eloy Sanchez                                             |
| Culloden (74)      | George Balfour                                          | San Vincente (10)     | Don Jose Ugalde                                                  |
| Cumberland (74)    | J. Peyton                                               | Купцы                 |                                                                  |
| Defence (74)       | James Cranston                                          | Nos. Senora de L’Oves |                                                                  |
| Edgar (74)         | John Elliot                                             | San Francisco         |                                                                  |
| Invincible (74)    | S. Cornish                                              | La Conceptione        |                                                                  |
| Marlborough (74)   | T. Penny                                                | San Nicholas          |                                                                  |
| Monarch (74)       | Дункан, Адам                                            | San Jeronimo          |                                                                  |
| Montague (74)      | J. Houlton                                              | Divinia Providentia   |                                                                  |
| Resolution (74)    | Chaloner Ogle                                           | San Gibilan           |                                                                  |
| Terrible (74)      | J. Douglas                                              | San Pacora            |                                                                  |
| Shrewsbury (74)    | Mark Robinson                                           | San Lauren            |                                                                  |
| America (64)       | S. Thompson                                             | La Providentia        |                                                                  |
| Bienfaisant (64)   | John MacBride                                           | La Bellona            |                                                                  |
| Convert (32)       | Henry Harvey                                            | Esperanza             |                                                                  |
| Pearl (32)         | Henry Harvey                                            | Le Cidada de Mercia   |                                                                  |
| Triton (28)        | Skeffington Lutwidge                                    | L’Amistad             |                                                                  |
| Pegasus (24)       | John Bazely                                             | San Miguel            |                                                                  |
| Porcupine (24)     | лорд Хью Сеймур                                         |                       |                                                                  |
| Hyaena (24)        | Edward Thomson                                          |                       |                                                                  |